# Niente (Malika Ayane)
Niente è un singolo di Malika Ayane, scritto interamente da Giuliano Sangiorgi, pubblicato il 13 febbraio 2013 per la Sugar Music. Il brano, assieme a E se poi, è stato presentato al Festival di Sanremo 2013, tra i due viene scelto per la prosecuzione della gara E se poi.
Malika Ayane in seguito racconta:

## Video musicale
Il 13 febbraio 2013, stesso giorno di pubblicazione del singolo, viene pubblicato anche il video musicale di cui Ayane è la protagonista, la struttura del video si basa molto sui primi piani della cantante. Dapprima vi è uno sfondo grigio, successivamente lo sfondo è rappresentato da un set cinematografico.

## Tracce
Download digitale
1. Niente (Sanremo Version) – 3:51 (Giuliano Sangiorgi) – versione estratta come singolo
2. Niente – 5:03 (Giuliano Sangiorgi) – 7ª traccia di Ricreazione (Sanremo Edition)